# Thug Life: Thug Life Vol. 1
Volume 1 е първият албум на групата Thug Life, създадена от Тупак Шакур. Групата се състои от Big Syke, Macadoshis, Mopreme и The Rated R. По-голямата част от текстовете в този албум са на Тупак. Албума е издаден през 1994 година.
Някои от забележителните песни са: Bury Me a G, Pour Out A Little Liquor, How Long Will They Mourn Me? и Str8 Ballin.

## Списък на песните
1. Bury Me a G (с участието на Natasha Walker) 4:58
2. Don't Get It Twisted 3:19
3. Shit Don't Stop (с участието на Y.N.V.) 3:46
4. Pour Out a Little Liquor 3:29
5. Stay True 3:09
6. How Long Will They Mourn Me? (с участието на Nate Dogg) 3:52
7. Under Pressure 4:32
8. Street Fame 4:00
9. Cradle to the Grave 6:13
10. Str8 Ballin' 5:04